# Prowincja Zondoma
Prowincja Zondoma – jedna z 45 prowincji w Burkina Faso. Przedostatnia powierzchniowo prowincja w państwie.
Ma powierzchnię ponad 1,7 tys. km². W 2006 roku mieszkało w niej prawie 169 tysięcy ludzi. W 1996 roku na jej terenach zamieszkiwało niespełna 128 tysięcy mieszkańców.